# Дорогоцінні жертви
«Дорогоцінні жертви» (англ. Precious Victims) — американський телевізійний фільм 1993 року.

## Сюжет
Паула і Роберт Сімс у відчаї: їхню дитину викрадено і незабаром знаходять мертвою. Коли те ж саме відбувається через три роки з їхньою другої дочкою, шериф Френк Йоком починає підозрювати недобре.

## У ролях
| Актор               | Роль                 |
| ------------------- | -------------------- |
| Парк Овералл        | Паула Сімс           |
| Роббі Бенсон        | Роберт Сімс          |
| Фредерік Форрест    | шериф Френк Йоком    |
| Брайон Джеймс       | агент Джиммі Бівенс  |
| Тім Грімм           | капітан Кокіс        |
| Кліфф Де Янг        | Дон Грошонг          |
| Робін Лайвлі        | Венді Макбрайд       |
| Ненсі Картрайт      | Рут Поттер           |
| Айлін Бреннан       | Мінні Грей           |
| Річард Томас        | Дон Вебер            |
| Моллі МакКлюр       | Труді                |
| Чарльз Ноланд       | заступник Хазелвуд   |
| Дон Амендола        | суддя                |
| Джек Кенні          | Бенджамін Стоун      |
| Луїза Абернаті      | медсестра            |
| Крістофер Хатчінсон | поліцейський новачок |
| Мері Пет Глісон     | офіціантка 1         |
| Дуглас Роу          | Дон Грей             |
| Гленн Моршауер      | Дог Хендлер          |
| Роберт Муннс        | Ернест               |
| Едвард Пауер        | судовий пристав      |
| Ноа Еммерік         | патрульний           |
| Джеррі Пенаколі     | Чарльз Босуорт       |
| Робін Суід          | репортер 1           |
| Дарвін Карсон       | репортер 2           |
| Джинджер Кроулі     | тележурналіст        |
| Дебора Далтон       | офіціантка 2         |
| Лена Бенкс          | працівник офісу      |